# Масленко, Марина Владимировна
Масленко Марина Владимировна (род. 3 июля 1982 года) — мастер спорта Республики Казахстан международного класса
(легкая атлетика, бег на 400 м).

## Биография
Марина Масленко — участница и призёр ряда региональных турниров. Чемпион Азии в помещении 2010 года.
Принимала участие в Олимпиаде 2012 года в британском Лондоне.
На 400-метровке с результатом 53,66 была лишь 34-й.
На чемпионате мира была 29-й (Берлин, 2009).
Высшее образование получила в Костанайской Академии управления. Замужем за Гореловым Сергеем, сын Вячеслав, сын Роман.